# L'impossibilità di essere normale
L'impossibilità di essere normale (Getting Straight) è un film del 1970 diretto e prodotto da Richard Rush, tratto da un romanzo di Ken Kolb, interpretato da Elliott Gould e Candice Bergen. Appartenente al filone delle opere sulla contestazione studentesca, è contemporaneo del più celebre Fragole e sangue di Stuart Hagmann, anch'esso del 1970.

## Trama
Il trentenne Harry Bailey, dopo essersi dedicato con passione all'impegno politico per alcuni anni, ormai piuttosto disilluso si allontana dal movimento studentesco e torna a studiare all'università, convinto di voler diventare insegnante, l'unico modo per entrare a far parte del sistema senza venir meno alle proprie convinzioni, ma anzi, per lasciare un segno positivo nella società (trasmettere, se non la verità, almeno il desiderio di ricercarla).
Prossimo alla laurea, tira avanti faticosamente fra un altalenante rapporto sentimentale con la bionda studentessa Jan, di cui è stato "pigmalione" risvegliando in lei una coscienza politica, che però non ha cancellato il suo retroterra culturale e sociale né le aspirazioni a un modello di vita tradizionale, gli studi mal sopportati («Non sono qui per imparare, sono qui solo per prendermi la laurea»), il tirocinio di insegnamento in una classe di studenti difficili, le conversazioni con i professori che ne stimano l'intelligenza e tentano di "integrarlo" fra di loro, la riluttante resistenza ai tentativi degli amici, come l'instabile Nick, di coinvolgerlo di nuovo nella contestazione studentesca, che ha già vissuto intensamente in passato.
Com'è inevitabile, tutti i nodi vengono al pettine. Il rapporto con Jan degenera fino alla rottura, quando lei esprime il desiderio di sposarsi. Il tentativo di ricoprire il ruolo di mediatore fra gli studenti e dirigenza universitaria, grazie al forte ascendente sui primi e alla presunta affidabilità agli occhi degli altri, fallisce di fronte alla sostanziale velleità della ribellione e alla completa incapacità di comprensione delle autorità, disposte a fare delle piccole concessioni che non significano nulla, rispetto alle istanze espresse dai giovani. La fatale leggerezza di aver fatto sostenere a Nick un facile esame al suo posto, per banale mancanza di tempo, preclude le sue possibilità di insegnare, quando un docente lo scopre e, pur decidendo di non denunciarlo e di permettergli comunque di laurearsi, ne stigmatizza la disonestà, che non può conciliarsi con l'insegnamento.
Durante il suo esame di laurea, Harry comprende infine di non potersi adeguare al sistema e, quando uno degli ottusi professori della commissione tenta di convincerlo dell'interpretazione omosessuale del Grande Gatsby dell'amato Francis Scott Fitzgerald, la sua ribellione esplode clamorosamente, costandogli il fallimento degli studi.
Riscoperto il proprio idealismo sopito, ma non dimenticato, si unisce agli studenti in rivolta per rinnovare l'università, fra i quali c'è anche Jan, che ha rifiutato la proposta di matrimonio di un medico, perfetto borghese, ed è disposta a tornare con lui.

## Riprese
Il film è stato girato al Lane Community College di Eugene, Oregon.